# 에노시마촌 (이시카와현)
에노시마촌(江ノ島村)은 이시카와현 노미군에 설치되었던 촌이다. 현재의 노미시 서부에 해당한다.

## 역사
- 1889년 4월 1일 - 정촌제 시행에 의해 6촌의 구역을 가지고 에노시마촌이 성립하였다.
- 1907년 8월 5일 -  후쿠에촌, 에노시마촌, 가마야촌이 합병해 네아가리촌이 성립하였다.

## 교통

### 철도
훗날 호쿠리쿠 철도 노미선 濁池駅이 위치했지만, 당시엔 미개업이였다.

## 참고문헌
- 角川日本地名大辞典 17 石川県